# Cantón de Guerville
El cantón de Guerville (en francés canton de Guerville) era una división administrativa francesa, que estaba situada en el departamento de Yvelines, de la región de Isla de Francia.

## Composición
El cantón estaba formado por dieciocho comunas:
- Andelu
- Arnouville-les-Mantes
- Auffreville-Brasseuil
- Boinville-en-Mantois
- Boinvilliers
- Breuil-Bois-Robert
- Épône
- Flacourt
- Goussonville
- Guerville
- Hargeville
- Jumeauville
- La Falaise
- Mézières-sur-Seine
- Rosay
- Soindres
- Vert
- Villette]

## Supresión del cantón
En aplicación del decreto nº 2014-214 de 21 de febrero de 2014, el cantón de Guerville fue suprimido el 1 de abril de 2015 y sus 18 comunas pasaron a formar parte; catorce del nuevo cantón de Bonnières-sur-Seine, tres del nuevo cantón de Limay y una del nuevo cantón de Aubergenville.